# Exeter College (Oxford)
L'Exeter College (nom complet: The Rector and Scholars of Exeter College in the University of Oxford) és un dels col·legis o facultats de la Universitat d'Oxford, a Anglaterra, concretament el quart més antic d'aquesta universitat.
El college es troba a Turl Street, on va ser fundat el 1314 per Walter de Stapledon, bisbe d'Exeter, fer convertir-se en una escola dedicada a l'ensenyament de clergues. En el moment de la seva fundació, Exeter era popular entre els fills de la classe alta de Devonshire, tot i que en l'actualitat ha estat associada amb un rang més ample d'alumnes, entre els quals destaquen William Morris, J. R. R. Tolkien, Richard Burton, Roger Bannister, Alan Bennett i Philip Pullman.
A data de 2016, Exeter disposa d'un finançament aproximat de £68.7 milions de lliures esterlines.